# Jamatotakeru

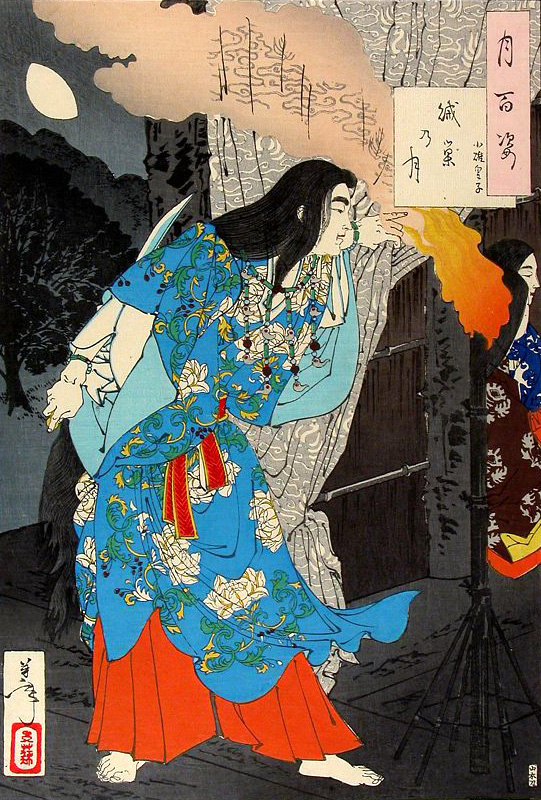
Jamatotakeru Jositosi fametszetén

Jamatotakeru a régi japán krónikák legendás hőse, 'Japán Bátra', aki a mitikus Keikó császár fiaként délre és északra is kiterjesztette a Jamato-udvar fennhatóságát, leigázva különféle „bennszülött” törzseket; bizonyára több katonai parancsnok alakjából összegyúrt, jelképes figura. Nagynénjétől, a főpapnőtől kapott kardjával, a Kuszanagival meg egy magyalfa nyelű (vagyis a gonosz szellemeket elriasztó) alabárddal minden ellenséget lebírt, majd megbetegedvén négy verset költött hazája dicsőítésére, azután a lelke hattyú képében elszállt.